# Anders A
Anders A, född 1951 i Trelleborg, är en svensk konstnär. Han utbildade sig på Målarskolan Forum i Malmö 1968–69 och 1970–72 och på Kungliga Konsthögskolan i Stockholm 1975–78 och 1979–81.
Anders A är representerad på Moderna museet, Malmö konstmuseum, Fredrik Roos Nordiska samling, Norrköpings konstmuseum och Borås Konstmuseum.

## Utställningar
- Galleri Scharper Sundberg 1997 & 1999
- Tid och minne, Galleri Enkehuset 1998
- Galeri Leger, Malmö 2000

källa: Svd:s arkiv.

### Fotnoter
1. ↑  Folkdräkt eller tvångströja Moderna Museet, utställningen Svenska Hjärtan
2. ↑  Anders A samlingarna i Moderna Museet
3. ↑  ”Arkiverade kopian”. Arkiverad från originalet den 11 juni 2015. https://archive.is/20150611122632/http://www.inr.se/sv/Inspiration/INR_Duschkonst/Have-a-nice-day/Konstnaren. Läst 26 november 2008..